# Étoile Sportive du Sahel (pallavolo maschile)
L'Étoile Sportive du Sahel è una società pallavolistica maschile tunisina con sede a Susa: milita nel campionato tunisino.

## Rosa 2013-2014
| N° | Nome                | Ruolo | Data di nascita | Nazionalità sportiva |
| -- | ------------------- | ----- | --------------- | -------------------- |
|    | Ahmed Kadhi         | C     | 19 aprile 1989  | Tunisia              |
| 11 | Mohamed Ayech       | C     | 31 marzo 1991   | Tunisia              |
| 14 | Marouen Chtioui     | S     |                 | Tunisia              |
|    | Marouan Garci       | O     | 21 marzo 1988   | Tunisia              |
| 15 | Haykel Jerbi        | P     | 4 aprile 1988   | Tunisia              |
| 7  | Amen Allah Hmissi   | S     | 6 aprile 1988   | Tunisia              |
| 13 | Foued Belajouza     | C     |                 | Tunisia              |
|    | Bahri Messaoud      | L     | 21 giugno 1991  | Tunisia              |
| 17 | Mohamed Ali Ben Ali | O     |                 | Tunisia              |
| 2  | Marouen M'rabet     | P     | 5 giugno 1985   | Tunisia              |
| 10 | Hamza Nagga         | O     | 29 maggio 1990  | Tunisia              |

## Palmarès
- 9 Campionati tunisini: 1995, 2000, 2001, 2002, 2006, 2011, 2012, 2014, 2017
- 7 Coppa di Tunisia: 1995, 1998, 2001, 2006, 2008, 2015, 2016
- 3 Supercoppe di Tunisia: 2007, 2010, 2017
- 2 Champions League d'Africa: 2001, 2002
- 1 Coppa delle Coppe d'Africa: 2001
- 2 Coppa Araba: 1995, 2016